# 리엔필드
리엔필드(영어: Lee-Enfield) 또는 엔필드(영어: Enfield)는 20세기 상반기 중 대영제국 및 영연방 군대의 주요 화기 역할을 했으며 1895년 공식 채택 이후 1957년까지 운용된 영국 육군의 볼트 액션 탄창 장전식 연발총이다. 리엔필드라는 이름은 소총을 제작한 제임스 패리스 리와 소총이 제작된 공장인 엔필드 조병창의 이름에서 각각 따왔다. 제1차 세계 대전에서 사용된 버전은 SMLE로 부르는데, 이는 "Short, Magazine, Lee–Enfield"의 준말이다.
1888년 영국 육군이 채택했던 리-메트퍼드를 개조한 리-엔필드는 마티니헨리, 마티니엔필드, 리메트포드 소총의 성능을 모두 뛰어넘었다. 리엔필드에는 10개의 탄창이 장착되어 있으며, .303 브리티시 탄창을 한번에 장전하거나 위에서 수동으로 5개의 탄창을 장전할 수 있었다. 리엔필드는 제1차 세계 대전과 제2차 세계 대전에서 영국 육군, 식민지 군대(인도와 아프리카 일부), 그리고 다른 영연방 국가들(오스트레일리아, 뉴질랜드, 남아프리카 연방, 캐나다)의 표준 소총이었다. 1957년 리엔필드는 영국 육군에서 L1A1 자동장전소총으로 대체되었지만, 1960년대 초/중반까지 영국군에 널리 사용되었고, 7.62mm L42A1 저격수 모델은 1990년대까지 사용되었다. 표준화된 보병 소총으로서, 그것은 여전히 일부 영연방 국가의 군대에서 사용되고 있으며, 공식적으로 아직까지 운용되고 있는 볼트액션 소총 중 모신나강 다음으로 두 번째로 가장 운용 기간이 길다. 리엔필드의 총 생산량은 약 17,000,000정으로 추산된다.